# Сомалийский ёж
Сомали́йский ёж (лат. Atelerix sclateri) — млекопитающее вида африканских ежей. Наиболее распространены на территории северного Сомали.
Длина — 18—25 см. Средняя масса — 300—700 г. Окраска игл с полосами коричнево-шоколадного и черного цвета, мех на груди и брюшке белый с коричневыми пятнами.
Этот вид является близким родственником белобрюхого ежа (Atelerix albiventris).